# Kendall Applegate
Kendall Applegate (* 12. März 1999 in  Versailles, Kentucky) ist eine US-amerikanische Schauspielerin. Sie ist die Schwester von McKenzie Applegate.

## Leben
Ihren ersten TV-Auftritt hatte sie in der Sketchshow Talkshow with Spike Feresten. Von 2008 bis 2010 spielte sie Penny Scavo in Desperate Housewives. In der siebten Staffel wird sie von Darcy Rose Byrnes abgelöst. In ihrem ersten Film Opposite Day spielte sie das Mädchen Cindy.

## Filmografie (Auswahl)
Serien
- 2007: Talkshow with Spike Feresten
- 2008–2010: Desperate Housewives
- 2009: Opposite Day